# ウィクトル2世 (ローマ教皇)
ウィクトル2世（Victor II, 1018年 – 1057年7月28日）は、ローマ教皇（在位：1055年 - 1057年）。ドイツ人で、後のグレゴリウス改革の基礎を築いた一人。

## 生涯

### 生い立ちから教皇選出まで
神聖ローマ帝国下のシュヴァーベン地方（現在のドイツ南西部）のカルフ出身。父は神聖ローマ皇帝ハインリヒ3世の親族であるシュヴァーベンのカルフ伯ハルトヴィヒ。前名はゲプハルト・フォン・カルフ。24歳でアイヒシュテットの司教に任命され、ハインリヒ3世を補佐し、重臣の一人となった。
教皇レオ9世が1053年にノルマン人との戦争で囚われ、翌年に死ぬと、ローマ教皇庁の使者イルデブラント（後のグレゴリウス7世）がマインツを訪れ、ハインリヒ3世に教皇後継の推挙を求めた。皇帝から推薦を受けたゲプハルトは、1054年9月に正式に指名されウィクトル2世を名乗り、ローマに移って1055年4月13日に戴冠した。

### 教皇権強化と神聖ローマ皇帝の後見
登位後は宗教界の引き締めと教皇権威の上昇に取り組み、1055年にエルメサンド・ド・カルカソンヌ（バルセロナ伯ラモン・ボレイ妃）の要請によりバルセロナ伯ラモン・バランゲー1世とアルモディス・ド・ラ・マルシュを不貞の罪で破門した（1056年まで）。
1055年6月、フィレンツェでハインリヒ3世と会談し、レオ9世による聖職者の結婚、聖職売買、教会財産の流失への弾劾を継承し強化することを決めた。翌年、危篤のハインリヒ3世の元へ召喚され、ハルツのBodfeldでの彼の死去を見届けた。この後、幼いハインリヒ4世の後見人、またその母で摂政のアグネス・フォン・ポワトゥーの補佐役として絶大な権力をふるうようになり、神聖ローマ帝国の平和の維持や教皇権の拡張に努めた。しかしイタリアに帰ってまもなく、1057年7月28日にアレッツォで死去した。
ウィクトル2世の従者は遺骸をアイヒシュタットに埋葬することを望んだが、その途上ラヴェンナで市民に押収され、テオドリック廟（東ゴート王テオドリック大王の霊廟）に埋葬された。
ウィクトル2世は歴史上9人のドイツ人教皇の一人であるが、現在のドイツ連邦共和国の領域出身の教皇は彼とクレメンス2世、ベネディクト16世の3人のみである。